# Panzer 68
Der Panzer 68 ist ein von der Eidgenössischen Konstruktionswerkstätte Thun gebauter Schweizer Kampfpanzer aus den späten 1960er-Jahren, der nur in der Schweizer Armee eingesetzt wurde.

## Beschreibung

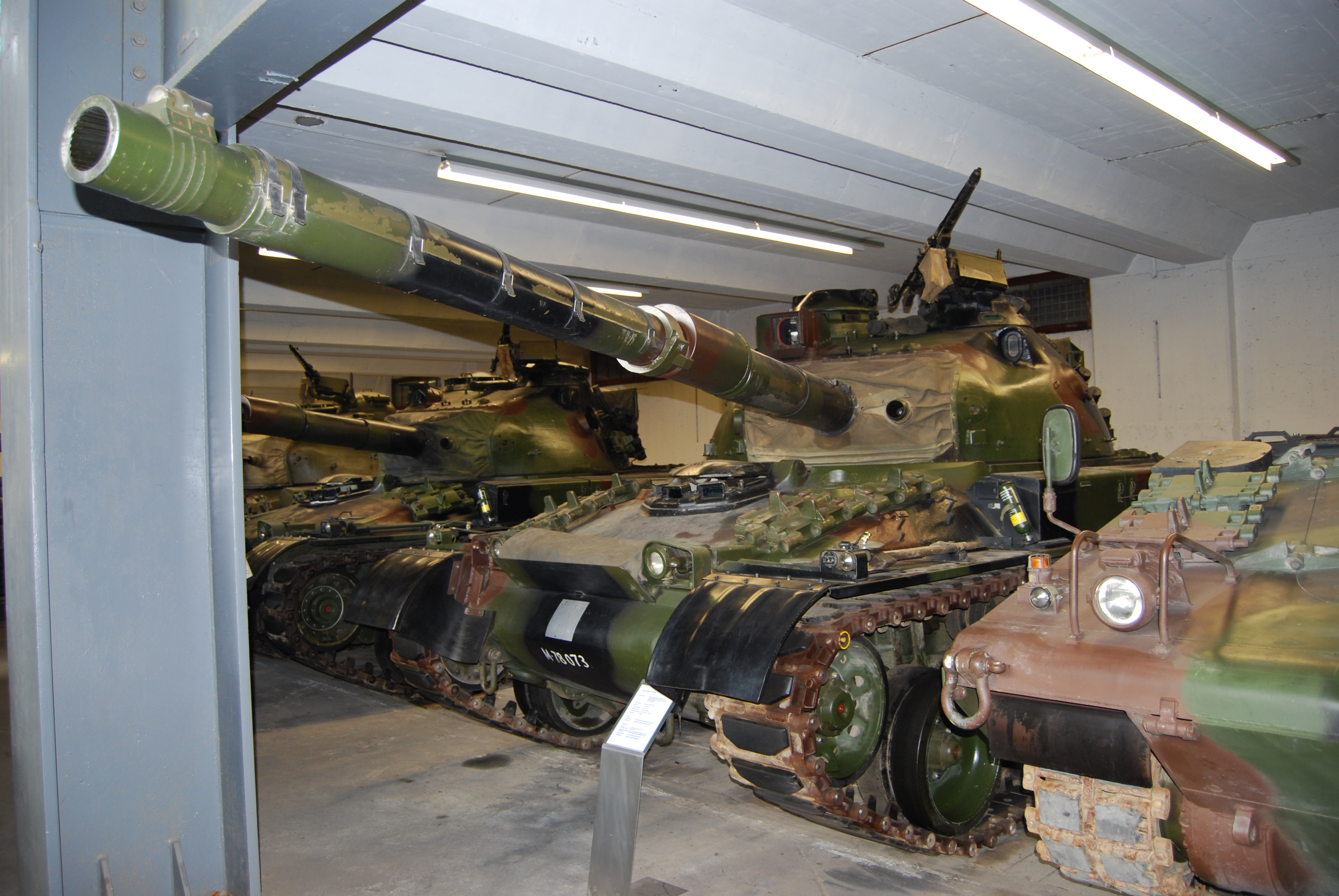
Panzer 68/88 im Schweizerischen Militärmuseum in Full-Reuenthal

Der Panzer 68 basiert auf dem Panzer 61, dessen Entwicklung wiederum bis 1951 und auf den Mittleren Panzer 1958 zurückgeht. Die verbesserten Panzer 68, unter anderem mit Waffenstabilisierungsanlage und breiteren Ketten, gingen ab 1971 zur Truppe. 1977 wurde ein zweites Los und zwischen 1978 und 1983 ein drittes und viertes Los (mit vergrössertem Turm Pz 68 AA3, AA4 oder Pz 68/75) gefertigt.
Der Panzer erwies sich im Grossen und Ganzen als untauglich. Divisionär Robert Haener, Waffenchef der Mechanisierten und Leichten Truppen der Schweizer Armee, erklärte im Sommer 1979 in der Weltwoche, dass der Panzer 68 nicht kriegstauglich sei. Eine vom Parlament eingesetzte Expertengruppe listete zahlreiche Mängel auf, darunter beispielsweise ein unzureichender Schutz gegen atomare und chemische Waffen – die Besatzung musste Schutzmasken tragen.
Der Rückwärtsgang durfte nur im absoluten Stillstand eingelegt werden und nicht im leichten Rollen, ansonsten drohten grössere Getriebeschäden. Besonders störanfällig war die Elektrik: Beim Gebrauch des Funkgeräts mit voller Leistung konnte sich der Turm drehen und das Einschalten der Heizung konnte ein Zünden der Kanone zur Folge haben. Die ersten Baulose mussten mit erheblichem Aufwand nachgebessert werden. Die Schweiz verzichtete in der Folge auf die eigene Entwicklung von Kampfpanzern.
1992 wurde der Panzer nochmals modernisiert und verfügte somit über eine modernere Feuerleitanlage, vergleichbar mit der des heutigen Standardpanzers Panzer 87 (Leopard 2), welcher heute als Nachfolger des Panzer 68/88 im Dienst steht. Der Panzer 68 wurde in den ersten Jahren des neuen Jahrtausends bei der Schweizer Armee ausser Dienst gestellt. Nachdem Versuche, die verbleibenden rund 200 Fahrzeuge an die Streitkräfte von Thailand zu verkaufen, gescheitert waren, werden diese Bestände entmilitarisiert und seit Mitte Mai 2005 verschrottet. Ein kleiner Teil ging an Museen und private Sammler.
In den 1990er-Jahren wurden Versuche mit einer 120-mm-Bordkanone (ähnlich der des Pz 87) unternommen, welche aber nie (ausser in Prototypen) umgesetzt wurden. Das Fahrgestell des Panzer 68 wurde zudem für weitere Fahrzeuge verwendet wie die Panzerkanone 68, die 35 mm Flab Panzer B22L den Brückenpanzer 68 und den Zielpanzer 68.

## Technische Daten
- Gesamtlänge mit arretierter Kanone: 8,57 m
- Gefechtsgewicht: 39,6 t
- Turmgewicht: 9,5 t
- Gewicht Antriebsbaugruppe betriebsbereit: 5,1 t
- Bodenfreiheit: 400 mm
- Steigfähigkeit: max. 70 %, entspricht 35°
- Kletterfähigkeit: 750 mm
- Grabenüberschreitfähigkeit: 2600 mm
- Watfähigkeit: 1100 mm
- Höchstgeschwindigkeit: 55 km/h
- Reichweite: etwa 300 km (Fahrbereich Strasse), ca. 5 Stunden (Fahrbereich Gelände)
- Kraftstoffmenge: 750 l
- Kraftstoffverbrauch: Strasse: ca. 2,5–3,0 l/km, Gelände 150–180 l/h
- Hauptmotor: V-8-Dieselmotor Mercedes-Benz MB 837 Ba 500; Höchstleistung bei 2200 Umdrehungen/Minute 485,4 kW (660 PS); flüssigkeitsgekühlt, mechanisch aufgeladen, Vorkammerverfahren;
- Gesamthubraum 29,9 l

## Varianten
- Panzer 68 1. Serie (Pz 68) 170 gebaut 1971–1974, alle modernisiert in 1975–1977 zu Pz 68 AA 2
- Panzer 68 2. Serie (Pz 68 AA 2) 50 gebaut 1974–1977, 1993 25 Stück mit neuem grösserem Turm ausgerüstet und modernisiert zu Pz 68/88
- Panzer 68 3. Serie (Pz 68/75) auch als Pz 68 GT (grosser Turm) bezeichnet, 110 gebaut 1978–1979, 1993 alle modernisiert zu Pz 68/88
- Panzer 68 4. Serie (Pz 68/75) 60 gebaut 1983–1984, 1993 alle modernisiert zu Pz 68/88
- Panzer 68/88 mit Zusatzpanzerungsplatten, nur ein temporärer Prototyp
- Panzer 2000 (Pz 2000), Projekt einer radikal moderneren Version, wurde zugunsten des Leopard 2 verworfen.

## Andere Plattformen auf Basis des Pz 68
- Brückenpanzer 68
- Entpannungspanzer 65
- Zielpanzer 68
- Panzerkanone 68
- 35 mm Flab Panzer B22L